# 飛天小女警
《飛天小女警》（英語：The Powerpuff Girls）是由動畫師克雷格・麥克拉肯創作，並由漢納巴伯拉動畫（後來為卡通頻道工作室）製作，為卡通頻道播放的美國超級英雄動畫劇集。劇情圍繞三位擁有超能力的幼儿園女孩——花花（Blossom）、泡泡（Bubbles）和毛毛（Buttercup）。她們與她們的父親兼創造者——尤教授共同生活在虛構的城市小鎮村，並經常被市長召喚，利用她們的超能力打擊犯罪及其他敵人。
1992年，麥克拉肯在加州藝術學院就讀二年級時創作了一部短片《Whoopass Stew!》，講述三個名為「Whoopass Girls」的兒童超級英雄。該片僅在電影節上放映。隨後，更名為《飛天小女警》後，麥克拉肯將其學生作品提交給卡通網絡。該網絡於1995年2月20日的動畫展示節目《多麼卡通啊！》中首播了改進版試播集《Meat Fuzzy Lumpkins》，並於1996年1月28日播出了隨後的《Crime 101》。卡通網絡高層批准了麥克拉肯的全系列計劃，並於1998年11月18日以《卡通卡通》形式首播。
《飛天小女警》在卡通網絡播出六季，三部特別篇和一部電影，最後一集於2005年3月25日播出。該劇共製作了78集，並包括兩部試播集、一部聖誕特輯、一部電影、一部十周年特輯及一部電腦動畫特別篇。該系列的衍生媒體包括一部日本改編動畫、一套三張CD原聲帶、一個家庭影像合集、漫畫書、一系列電子遊戲、一部2016年重啟系列，以及即將推出的重啟系列，還有各類授權商品。該系列在播出期間曾獲得六項艾美獎提名、九項安妮獎提名，並獲得一項孩子選擇獎。

## 名稱來源
動畫師Craig McCracken於1992年創造，原名Whoopass Stew!　因初期設定創造三位小女孩的關鍵物是「一罐Whoopass」（a can of "Whoopass"）而非化學物X。"A can of whoop ass"為英文俚語，意指「痛毆對方一頓」用於警告對方，原設定用法為一語雙關。於Cartoon Network製作推出時正式更名為Powerpuff Girls。
本影集有頗多內容提倡兩性平等及女權意識抬頭的意味：男主角尤教授同時身兼父親及母親的角色（不僅誕生三個女孩也負責一切家務...等刻板印象中女性的責任），三位超級英雄是女性，而大壞蛋Mojo Jojo則是男性。笨笨的市長能成功是因背後有可靠的貝倫小姐輔佐。
而美國在七十至八十年代開始開放美式足球等傳統上的男性運動給女性時，曾一度蔑稱女子組的此等運動為粉撲運動（Powder puff）。而正因本片中提昇女權，於是以powder puff為基改為Powerpuff，表示這幾位女性是「充滿力量」的。

## 故事背景與特色
絕大部分的故事都發生在美國一個名為小鎮村（The City of Townsville）的都市，飛天小女警則是這座城市的保護者，有花花泡泡毛毛，舉凡阻止銀行搶案、火場救援、防止怪獸破壞城市等，都是她們的工作。飛天小女警對付犯案者及怪獸毫不留情，幾乎總是會狠狠的揍他們一頓，再把他們丟進監牢或交給警方。
飛天小女警有專屬的熱線電話，市政廳、小橡樹幼稚園和基妮老師家裡都設有分機。發生犯罪事件時通常是由市長打電話通知飛天小女警。飛天小女警的主旨是「英雄不是絕對的善，壞蛋也不是絕對的惡…因為每個人都有好的本性和壞的本性，只看你怎麼選擇。」
結尾畫面和結尾語亦為本作之特色，各故事皆有結尾畫面和結尾語。大部分的結尾畫面為飛天小女警三人，結尾語通常則是「一天又平安的過去了，感謝飛天小女警的努力！」但前兩者並非每集皆一成不變；較可能出現的會是解決該集紛爭最有助力的人、事、物，而也並非絕對單一個體（也可能複數）。

## 登場角色

### 飛天小女警
整個故事的主角。本來尤塔尼恩教授正計劃以「糖、香料，以及一切美好的味道」製作出一個完美小女孩，但在製作途中，尤教授不小心被助理猴子啾啾（即小女警們主要敵人，整天進行復仇計畫的魔人啾啾）一推，意外地加入「化學物X」（Chemical X）而誕生。她們和教授住在一個叫「小鎮村」（The City of Townsville）的地方。她們的身體和正常的人類不同。

飛天小女警
左起：泡泡、花花、毛毛

她們不但和常人不同，也擁有和超人對等的力量，如：
- 超強體力
- 能以光速奔跑或飛行
- X-光透視
- 超遠聽力
- 有能力從眼睛中放出雷射，以及從手中放出能量球
- 有限度的刀槍不入
- 不須任何裝備便能在太空中生存

另外，她們三個各有不同的超能力。
片尾曲- Powerpuff Girls 歌詞中簡述三個小女警的個性和特色：

Blossom, commander and the leader.（花花，指揮和領導者）

Bubbles, she is the joy and the laughter.（泡泡，帶來快樂和歡笑）

Buttercup, 'cause she's the toughest fighter.（毛毛，是最強的戰士）

三個小女警的名字，英文名都是由英字母「B」開頭，而中文名則是由兩個疊字所組成：
- 花花（Blossom）（配音／英：Cathy Cavadini　台：楊凱凱／陳慧琳（電影）陆：阎萌萌）

颜色：  粉紅色
飛天小女警的隊長。有著橘紅色的長馬尾，頭上的蝴蝶結可當炸彈使用，粉紅色眼晴，穿著粉紅色衣服。在隊中，她是最成熟、最有頭腦，以及最鎮定的一員。不過缺點是她難以取悅，傲慢，以及過份著重分析。有時候，她也變得十分正直，連教授也覺得麻煩。她擁有「冷凍呼吸」（Ice-Breathe）的特殊能力。原料：所有美好的味道
- 泡泡（Bubbles）（配音／英：塔拉·史壯 Tara Strong　台：許淑嬪／龍顯蕙（愛吃鬼巧達客串）／黃嘉千（電影）陆：张凯）

颜色：  水色
飛天小女警中最可愛、人氣最高的角色。金髮雙馬尾，水色眼晴，穿著水色衣服，初始顏色設定為水色。因頭髮顏色太醒目，導致部分台灣網友以為她的主色是黃色。性格純真可愛、愛遊玩、天然呆、有禮貌，不過她有時候會太過天真而顯得愚笨、過份順從和情緒化，生氣的時候會變得非常恐怖。但在情況緊急時，她也會變得自立、堅強。她懂得和小動物溝通和說西班牙語。另外，她也可以發出雷聲和「超聲波」（Sonic Scream）。原料：糖
- 毛毛（Buttercup）（配音／英：Elizabeth Daily（英语：E.G. Daily）　台：丘梅君／陶晶瑩（電影）　陆：王博）

颜色：  綠色
飛天小女警中武力最強的一個。黑色頭髮，綠色眼睛，穿著綠色衣服，初始顏色設定為绿色。她不像其他小女警，本身極度男子氣，也曾被部分台灣網友誤以為是男的。她也十分魯莽和頑固。她也有著其他小女警所沒有的卑劣、懷狠。尤教授替她取名字的理由非常敷衍，只要一提及此事她便十分在意。除了比其他小女警強之外，她本身就沒有其他特殊能力。不過在其中一個劇集「Nuthin' Special」中，她懂得捲舌頭，但其他小女警不會。從小就厭世，個性相當鮮明，以至於2020年後受到許多年輕人的喜愛，討厭任何人叫她公主。擅長物理攻擊。原料：香料

### 親友
- 尤塔尼恩教授[13]（Professor Utonium）（配音／英：Tom Kane　台：孫德成／劉傑（幼年）→康殿宏（CGI特別版）　陆：姜广涛）

通稱「尤教授」，居住在小鎮村郊區的一位科學家，夢想是生幾個孩子然後好好教育他們。雖然是位科學家，卻只有不小心發明出來的東西有用，飛天小女警也是他意外的傑作。由於他創造出了飛天小女警，便自然而然的擔任起照顧她們的工作，就像父親一樣。尤教授和飛天小女警之間的親情非常緊密且強大。
- 基妮老師（Ms. Keane）（配音／英：Jennifer Hale　台：馮友薇→楊凱凱（第二季開始））

小橡樹幼稚園的老師，能幹溫柔又明理，深受孩子們愛戴。
- 倉鼠小吱（Twiggy）（配音／英：Frank Welker）

飛天小女警班上所飼養的寵物倉鼠。
- 市長（Mayor of Townsville）（配音／英：Tom Kenny　台：孫中台）

雖然身為市長，思想及行為卻像個老頑童，常為了一些無關緊要的小事情打電話叫飛天小女警來幫忙。已婚。非常喜歡酸黃瓜，也喜歡糖果，甚至能為了糖果而讓出市長的職位。
- 莎拉貝倫小姐（Ms. Sara Bellum）（配音／英：Jennifer Martin　台：許淑嬪／謝佼娟（愛吃鬼巧達客串））

通稱「貝倫小姐」，市長的能幹助手，身材很好。她的臉總是在鏡頭以外或者被東西遮住，因此觀眾無法看見她的容貌，不過劇中人物曾表示過她很美。除此之外，她的身手也十分了得。
- 旁白（Narrator）（配音／英：Tom Kenny　台：魏伯勤）

故事開頭和結尾幾乎都會出現的角色，根據劇中線索推測，旁白也是一位小鎮村的居民，但是觀眾永遠不會看到他的真面目。S06E04b"Simian Says"中透露旁白擁有隨心所欲控制劇情的力量。
- 阿弟（Octi）

泡泡最愛的玩偶，是個紫色章魚娃娃。曾經被「他」利用，作為挑撥飛天小女警感情的道具。
- 機器小女警（The Powerpuff DYNAMO）

尤教授為了分擔飛天小女警的辛勞而製造出的巨大戰鬥機器人，但對城市而言十分危險。外型兼具了花花的蝴蝶結、泡泡的雙馬尾和毛毛的瀏海。
- 羅蘋（Robin Schneider）（配音／英：Julie Nathanson　台：林美秀）

是飛天小女警的新鄰居，也是好朋友。
- 子彈（Bullet the Squirrel）

是一隻松鼠，泡泡為了救牠而給了他化學物X，使得這隻松鼠擁有了超能力，進而成為飛天小女警的一員。動畫版和漫畫版外貌完全不同 （页面存档备份，存于）。
- 邦妮（Bunny）（配音／英：Christine Cavanaugh　台：姜瑰瑾）

第四位飛天小女警，是飛天小女警因為覺得打擊犯罪過於勞累而試做的一名飛天小女警，有著棕色馬尾，紫色的眼晴和裙子。但後來因為還不太穩定，最後爆炸而消失了。
- 會說話的狗（The Talking Dog）

一隻白色帶黑色斑點的狗。
- 格林老師（Mr. Green）（配音／英：Tom Kenny）

因為基妮老師生病了，而請來的代課老師。是一名怪獸，有著綠色的皮膚、一對大角。
是名善良的怪獸。
- 麥克（Mike Believe）

小橡樹幼稚園的新轉學生，因為太害羞總是說不出話，在幻想朋友小派出現之後，為了阻止小派到處搗蛋而造成班上所有人的誤會。

### 主要敵人
壞蛋犯罪時固然會被飛天小女警阻止，但是在沒有任何犯罪行為的狀況下就是和飛天小女警和平相處的普通市民，幾乎可以說是和諧的（瑟杜莎例外）。反派平常都是各自行動，偶爾也會發生數位壞蛋聯合起來對付飛天小女警的或是不經意間保護了小鎮村和平的事件。
- 魔人啾啾（Mojo Jojo(魔人喬喬)）（配音／英：Roger L. Jackson　台：于正昇

飛天小女警最主要的對手，出現頻率也是最高的，常駕駛自己發明的機器人意圖征服世界，但每一次都被飛天小女警壞了好事。原本是一隻叫做啾啾的黑猩猩，在尤教授身邊擔任助手，由於他的調皮，在尤教授製造完美小女孩時將他推倒，因此不小心加入了化學物X，導致飛天小女警意外誕生，飛天小女警誕生時的衝擊讓他的腦部突變，智慧異於常人，卻無法繼續待在飛天小女警存在之後的實驗室，於是獨自離開尤教授身邊，之後成為「魔人啾啾」。
通常穿著紫色的衣服、披風，白色的腰帶、手套和靴子，戴著帽子掩蓋住突變的腦部，習慣將同樣意思的話用不同的方式一而再，再而三地重複講。雖然和飛天小女警處於敵對立場，不得已時還是和她們有過僅僅一次的攜手合作。在英語原版動畫中，他的發音似乎是在模仿日語口音。有「詛咒！！！！」（CURSES!!!!)的口頭禪。
雖說是反派，但對自己的市民權利和生活品質意外的很要求，在沒有征服小鎮村時也拿頑皮的小女警們沒轍。
在某些情況下還會不小心拯救了小鎮村，另外某次因為意外取得賦予擁有者統治世界權力的世界之鑰，結果反而讓他解決了全球暖化、飢餓和貧窮人口的問題，讓世界迎來了真正的和平，但因為違背了他本猩做為反派的主張和意願，所以最後仍重操舊業，並開心的讓飛天小女警打了他一頓。
除了是反派角色登場次數最多的外，他也曾和其他的反派合作過數次來對付小女警(包括:毛茸怪獸、「他」和多金公主)，但最後都以失敗告終。
- 毛茸怪獸（Fuzzy Lumpkins）（配音／英：Jim Cummings　台：沈光平→魏伯勤）

住在森林裡的怪獸，擁有粉紅色的毛皮，對於自己領域的防衛性很強，尤教授曾懷疑他是演化中失落的環節。
- 「他」（Him）（配音／英：Tom Kane　台：劉傑）

最邪惡最強大的黑暗之王，名字不可直呼，故稱之為「他」。最令飛天小女警感到棘手的敵人。擁有不可思議的邪惡力量，能夠輕易控制整個小鎮村的居民，也能侵入飛天小女警的夢境之中製造恐懼。雖然名叫「他」，聲音和舉止卻相當中性化，這同時也是魅力所在。
沒有做案時只是普通市民，似乎很愛漂亮，也十分重視身材的保養。住在謎一般的時空。
- 壞死幫派（The Gangreen Gang）

一群擁有綠色皮膚的不良少年，平日無所事事，喜歡打電玩，也喜歡欺負小鎮村的居民，只有大比利個性稍微良善些。曾溜進市長辦公室亂玩小女警專線電話，被魔人啾啾、毛茸怪獸和「他」三人聯手教訓過。也曾因為被瑟杜莎利用，轉而幫助小女警。
- 王牌（Ace）（配音／英：Jeff Bennett　台：夏治世→劉傑）
- 大蛇（Snake）（配音／英：Tom Kenny　台：于正昇）
- 古拉柏（Grubber）（配音／英：Jeff Bennett　台：魏伯勤）
- 大比利（Big Billy）（配音／英：Jeff Bennett　台：魏伯勤→孫德成）
- 矮子阿度洛（Little Arturo）（配音／英：Tom Kenny、Carlos Alazraqui　台：于正昇）

- 阿米巴幫（The Amoeba Boys）（配音／英：Chuck McCann　台：沈光平、于正昇、魏伯勤）

成員為Bossman、Junior/Tiny和Slim，一心想犯罪卻又不敢實行或老做些根本微不足道的壞事的三隻阿米巴原蟲（變形蟲），是小鎮村裡最可悲的壞蛋，擁有分裂的能力，頭腦也不是很聰明。儘管如此－令人意外的是，他們是唯一能完全打倒小女警的反派。
- 粗暴小子（The Rowdyruff Boys）：

魔人啾啾用剪下的腋毛、蝸牛、小狗尾巴（典故出自鵝媽媽童謠《男孩子是什麼做成的？》（What are Little Boys Made of? （页面存档备份，存于）））和監獄的馬桶製造出的小男孩，個性相當惡劣、好戰又暴力且瞧不起女孩子。
粗暴小子在創造過程中只靠少量不純正的化學物X，但仍有不下於小女警的超能力，甚至在其之上。如防護罩、超強體力、能以光速奔跑或飛行、有能力從眼睛中放出雷射，以及從手中放出能量球，又或在較後面季數所出現的小女警合力攻擊，粗暴小子也都會。
- 比比（Brick）（配音／英：Rob Paulsen　台：于正昇（第12集主演）、魏伯勤（第12集輔助）→雷碧文）

粗暴小子的領隊，有著橘色的頭髮，深紅色的眼晴，穿著深紅色的上衣和帽子及黑色褲子。除了擁有近似花花的面貌外，相較於花花的正直凜然、追求完美，比比是恃強凌弱、滿肚壞水，甚至有時候鬼腦筋動在自己兄弟上，但其領導力仍不輸花花。原料：小狗尾巴
- 布布（Boomer）（配音／英：Rob Paulsen　台：魏伯勤（第12集主演）、于正昇（第12集輔助）→林美秀）

有一頭金色的頭髮，梳成中分，深藍色的眼晴，穿著深藍色的上衣及黑色褲子。布布除了有近似泡泡的面貌外，相較於泡泡的天真純潔、純真可愛，布布是不按事理、行事呆傻，但泡泡則認為布布十分可愛。原料：剪下的腋毛
- 巴巴（Butch）（配音／英：Roger L. Jackson　台：魏晶琦→詹雅菁）

黑色的短髮，深綠色的眼晴，穿著深綠色的上衣及黑色褲子。巴巴有著近似毛毛的面貌外，相較於毛毛的直率真性、實事求是，巴巴是粗暴無理、無理取鬧，和毛毛的共通點是都很好戰及卑劣、懷狠。巴巴在興奮的時候會出現類似癲癇的症狀。原料：蜗牛
- 瑟杜莎（Sedusa）（配音／英：Jennifer Hale　台：馮友薇→魏晶琦（第六季第71集））

難得一見的女性反派，善於偽裝與利用美色，運用特殊的髮膠讓長長的黑髮像鞭子或觸手一樣攻擊。因此她的弱點是水，動畫版其中一集貝倫小姐將她推入泳池後，她的頭髮就全塌掉而無法使用。
另外相較在平日沒有任何犯罪行為的狀況下和小女警相處和諧的其他反派，瑟杜莎和小女警之間的關係可說是非常的惡劣。
- 多金公主（Princess Morbucks）（配音／英：Jennifer Hale　台：林凱羚→林美秀（第五季第56集））

被富豪父親寵壞的千金小女孩，想要用錢買到所有她想要的東西，唯獨她最大的願望卻買不到——成為一個飛天小女警。
在成為飛天小女警的願望落空後轉而成為該部第二位女性反派角色，曾和阿米巴幫與魔人啾啾關在同一所監獄內計畫如何殺掉正在辦慶生會的小女警，可以看出即使關在監獄內，生活的牢房裝潢依舊很豪奢。
曾一度因為粗暴小子因為性別問題而看不起她，轉而氣到暫時和飛天小女警合作。

### 次要敵人
- 蟑螂教練（Roach Coach）（配音／英：Roger L. Jackson　台：孫中台）

一隻想統治世界的高智商蟑螂，會說人話。平常駕駛著一台人型機器人，頭頂有兩根觸鬚。
有一紅色的哨子，能指揮一整批的蟑螂大軍。
- 布基怪人（The Boogie Man）

地底怪物們的首領。
- 貓咪（The Cat）（配音／英：Mark Hamill）

有著一雙橘黃色眼睛的白貓，能催眠人類。
- 默劇先生（Mr. Mime）（配音／台：于正昇）

原本是位叫「小丑彩虹」的小丑，在一場意外中被潑到了「漂白劑」，而變成了「默劇先生」。
能奪走聲音、色彩與活力。
- 藍尼（Lenny Baxter）（配音／英：Tom Kenny　台：沈光平）

一個專門收集飛天小女警周邊商品的瘋狂收藏家。
- 冒牌飛天小女警（Powerpuff Bluffs）囚犯253號（配音／英：Jeff Bennett）囚犯002號、017號（配音／英：Kevin Michael Richardson）

三位穿著飛天小女警布偶裝的囚犯，以飛天小女警的名義到處犯案。
- 花椰菜外星人（The Broccoloids）（配音／英：Jeff Bennett）

企圖佔領地球的外星人，外表就如同巨大的青花菜。
- 阿爾路森（Abracadaver）（配音／英：Frank Welker）

原本是市長孩童時期的一位天才魔術師，卻因拿著一隻泰迪熊且貌似飛天小女警的小女孩而死於一場意外，在現代復活後成了一名「殭屍魔術師」。
- 史密斯家族（The Smiths）

一支能變身的邪惡家庭，除了戶長外，其餘家庭成員的變身的有著酷炫風格。
- 哈洛（Harold）（配音／英：Jeff Bennett　台：魏伯勤）

史密斯家族的男主人，過膩一成不變的日子，內心渴望當個壞蛋。
- 瑪麗安（Marianne）（配音／英：Kath Soucie　台：林凱羚）

哈洛的妻子，非常重視家庭晚餐。
- 巴弟（Bud）（配音／英：Christine Cavanaugh　台：于正昇）

哈洛與瑪莉安的兒子，個性憤世嫉俗。
- 茱莉（Julie）（配音／英：Kath Soucie　台：楊凱凱→雷碧文）

哈洛與瑪莉安的女兒。
- 狄克（Dick Hardly）（配音／台：符爽）

尤教授大學時代的損友，總是欺負尤教授和用科學做壞事。
- 小派（Patches）

麥克的幻想朋友，在小橡樹幼稚園的教室內到處搗蛋，到最後被飛天小女警的新幻想朋友給打倒。

### 其他
- 睡魔（The Sandman）（配音／英：Greg Eagles　台：沈光平）

掌管地球上所有人的睡眠，只要灑上一點點沙子就能讓人沉沉睡去。

## 每集主題

### 第1季（1集短篇，2集試播篇，第1-13集）
| 集數    | 英文標題                                    | 中文標題                  | 劇情摘要 | 備註                                                                                              |
| ------- | ------------------------------------------- | ------------------------- | --- | ------------------------------------------------------------------------------------------------- |
|         | Whoopass Stew: A Sticky Situation           |                           | | 台灣未播出                                                                                        |
| 試播篇1 | Meat Fuzzy Lumkins                          |                           | 毛茸怪獸發飆，拿著會把人變成肉的槍到處射擊！ |                                                                                                   |
| 試播篇2 | Crime 101                                   |                           | 為教導無法犯罪的阿米巴幫，小女警們居然親手搶了銀行並被警察逮捕！                                                                                    |                                                                                                   |
| 1       | Insect Inside / Powerpuff Bluff             | 蟑螂大軍 / 雙胞案         | 蟑螂教練帶領數不清的蟑螂意圖統治世界。 / 三名犯人偽裝成飛天小女警為非作歹。                                                                         | 蟑螂教練初次登場。                                                                                |
| 2       | Monkey See, Doggie Do / Mommy Fearest       | 魔人出擊 / 媽咪怕怕       | 魔人啾啾把所有人都變成了狗。 / 尤教授和一個名叫艾瑪的女人在一起，她的真實面目卻是...                                                                | 魔人啾啾初次登場。 / 瑟杜莎初次登場。                                                             |
| 3       | Octi Evil / Geshundfight                    | 章魚怪物 / 我要當壞蛋     | 「他」利用泡泡的玩偶挑撥飛天小女警之間的感情。 / 阿米巴幫淋雨之後生了病，並傳染給小鎮村的居民。                                                     | 「他」初次登場。/ 阿米巴幫初次登場。                                                              |
| 4       | Buttercrush / Fuzzy Logic                   | 毛毛發威 / 大鬧小鎮村     | 毛毛迷上了壞死幫派的老大王牌。 / 毛茸怪追趕松鼠來到小鎮村，造成一陣混亂。                                                                           | 壞死幫派初次登場。 / 毛茸怪初次登場。                                                             |
| 5       | Boogie Frights / Abracadaver                | 大戰鬼怪 / 殭屍魔術師     | 布基怪人用一個巨大的舞廳旋轉球遮住了太陽，好讓他以及夥伴們能夠徹夜狂歡。 / 許多年前在魔術表演中意外身亡的魔術師變成了殭屍，並意圖破壞小鎮村。       | "Boogie Frights"的結尾畫面是飛天小女警躺在床上。                                                  |
| 6       | Telephonies / Tough Love                    | 電話惡作劇 / 無情的愛     | 壞死幫派亂打小女警熱線惡作劇，讓飛天小女警誤以為魔人啾啾、毛茸怪還有「他」正在做壞事。 / 「他」控制了小鎮村的居民，把他們對飛天小女警的愛轉變成恨。 | "Telephonies"的結尾畫面是第一次在結尾畫面出現飛天小女警之外的角色。（魔人啾啾、毛茸怪獸和「他」） |
| 7       | Major Competiton / Mr. Mojo's Rising        | 勁敵 / 魔人啾啾的誕生     | 小鎮村來了一位新的超級英雄——大超人，搶走了飛天小女警保護居民的任務。 / 魔人啾啾原本是一隻猴子、尤教授身邊的實驗助手，直到一場意外發生。             | "Mr. Mojo's Rising"結尾畫面為魔人啾啾。                                                           |
| 8       | Paste Makes Waste / Ice Sore                | 糨糊怪人 / 冰雪風波       | 毛毛嘲笑一個愛吃漿糊的同學，直到他吃下一隻突變的蒼蠅，自己也變成了怪物... / 花花意外發現自己擁有冰凍功的新能力。                                    |                                                                                                   |
| 9       | Bubblevicious / The Bare Facts              | 可怕的泡泡 / 慘不忍睹     | 泡泡受夠了一直被過度的保護，她一心想證明自己一點都不弱。 / 飛天小女警向市長敘述他被綁架的過程，只是市長搞不懂她們為什麼一直笑。                     | "The Bare Facts"中三位飛天小女警的敘述各自帶有不同的個人風格。                                    |
| 10      | Cat Man Do / Impeach Fuzz                   | 貓咪大盜 / 罷免毛茸怪獸   | 一隻可愛的貓咪居然能夠控制人類犯案。 / 毛茸怪獸當上了市長。                                                                                         |                                                                                                   |
| 11      | Just Another Manic Mojo / Mime For a Change | 受不了的淘氣 / 無聲的世界 | 飛天小女警的頑皮淘氣對魔人啾啾而言簡直是個惡夢。 / 一個小丑奪走了小鎮村的聲音、色彩與活力。                                                         | 結尾畫面為魔人啾啾。 / 結尾畫面為拿著樂器的飛天小女警。                                           |
| 12      | The Rowdyruff Boys                          | 粗暴小子                  | 魔人啾啾創造了三位粗暴小子。 | 粗暴小子初次登場。                                                                                |
| 13      | Uh Oh Dynamo                                | 機器小女警                | 尤教授為了分擔飛天小女警的辛勞而製造出機器小女警，並堅持飛天小女警一定要用它，結果...                                                               |                                                                                                   |

### 第2季（第14-26集）
| 集數 | 英文標題                                                           | 中文標題                          | 劇情摘要 | 備註 |
| ---- | ------------------------------------------------------------------ | --------------------------------- | --- | --- |
| 14   | Stuck Up, Up and Away / Schoolhouse Rocked                         | 惡霸公主 / 大鬧校園               | 班上新來了一位公主，她想要加入飛天小女警卻遭到拒絕，但是公主在得到她想要的東西之前絕不善罷甘休。 / 被送到小橡樹幼稚園受教育的壞死幫派大肆欺負孩子們，想要教訓他們的飛天小女警卻被規定限制住了，沒辦法動手。                                                          | 公主初次登場。 |
| 15   | Collect Her / Supper Villain                                       | 收集狂 / 超級壞蛋                 | 藍尼致力於收集所有飛天小女警的商品，但是又總覺得還少了些什麼。最後，他把腦筋動到真正的飛天小女警身上... / 住在隔壁的平凡鄰居史密斯先生看不慣飛天小女警打擊犯罪的行為，積壓已久的情緒終於在史密斯太太邀請飛天小女警來他們家裡吃晚餐時爆發。                           | "Collect Her"結尾畫面為小鎮村的市民。 |
| 16   | Birthday Bash / Too Pooped to Puff                                 | 大鬧生日會 / 小女警罷工           | 飛天小女警在她們的生日會上收到許多禮物，某些禮物卻是反派們送來意圖破壞這場聚會的。 / 飛天小女警受夠了小鎮村的居民凡事都依賴她們，這次她們決定讓居民們自己解決問題。                                                                                                  | |
| 17   | Beat Your Greens / Down 'n Dirty                                   | 花椰菜外星人 / 毛毛臭臭           | 花椰菜外星人催眠了小鎮村的家長們，打算藉此入侵地球。 / 不肯洗澡的毛毛，身上的味道最後就連怪獸都敬而遠之。 | "Beat Your Greens"的結尾畫面除了飛天小女警還有小鎮村的小孩子。                                                                                  |
| 18   | Dream Scheme / You Snooze, You Lose                                | 睡魔發威 / 魔人的計畫             | 每天都忙著讓世界上的人們睡著的睡魔從來沒有機會好好睡一覺，為了休息，他要讓全世界的人都陷入沉睡之中。 / 魔人啾啾的計畫藍圖被阿米巴幫撿到，偏偏他們又遇上了飛天小女警。                                                                                                | |
| 19   | Slave the Day / Los Dos Mojos                                      | 倒楣的一天 / 兩個魔人啾啾         | 飛天小女警救了壞死幫派之一的大比利，念念不忘這件事情的大比利試著報恩。 / 泡泡被擊中頭部陷入昏迷，醒來時卻自稱是魔人啾啾... | |
| 20   | A Very Special Blossom / Daylight Savings                          | 父親節的禮物 / 節約能源           | 尤教授非常渴望一副高級高爾夫球具，卻負擔不起昂貴的價格。飛天小女警們原本打算想辦法籌錢買下球具，卻發現她們的方法仍舊行不通。後來，花花在打掃街道時看見了破裂玻璃櫥窗裡的球具... / 尤教授嚴格規定飛天小女警必須遵守上床睡覺的時間，她們只好不得不放棄打擊犯罪的行動。 | "A Very Special Blossom"的結尾畫面為泡泡和毛毛遠離被罰勞動服務的花花，接著花花被收押 / "Daylight Savings"的結尾畫面為感謝富蘭克林和飛天小女警。 |
| 21   | Mo Job / Pet Feud                                                  | 法網恢恢 / 超級寵物               | 公主想要雇用魔人啾啾。 / 尤教授製造出一種新寵物，並叮嚀飛天小女警只能餵牠一次。 | |
| 22   | Imaginary Fiend / Cootie Gras                                      | 看不見的麻煩 / 蝨子惹的禍         | 小橡樹幼稚園新來了一位轉學生麥克，他幻想出來的朋友製造了不少麻煩。 / 一個男孩子被傳言描述成身上有蝨子，人人避之唯恐不及，就連飛天小女警也不例外。 | |
| 23   | The Powerpuff Girls' Best Rainy Day Adventure Ever / Just Desserts | 雨天的冒險 / 真是活該             | 雨天裡沒有壞人想作案，自然沒有犯罪可以打擊，無事可作的飛天小女警只好在房間裡玩。 / 剛出獄的鄰居哈洛．史密斯和妻子瑪麗安聯手向飛天小女警尋仇。 | "The Powerpuff Girls' Best Rainy Day Adventure Ever"結尾畫面為一臉無奈的飛天小女警，而旁白說他想扮泡泡                                          |
| 24   | Twisted Sister / Cover Up                                          | 惹禍的小女警 / 毛毛的毯子         | 飛天小女警整天忙於拯救小鎮村的居民，疲累不堪的她們打算再製造一位幫手。 / 每次需要出動時毛毛總是不見蹤影，原來是為了一條寶貝毯子。 | "Twisted Sister"結尾畫面為邦妮，旁白也痛哭流涕的發言。                                                                                          |
| 25   | Speed Demon/ Mojo Jonesin                                          | 光速的災難 / 魔人的陰謀           | 飛天小女警一時興起打算比賽誰先飛回家，結果卻意外跨越了時空.... / 魔人啾啾給予幾個孩子超能力，條件是：替他除掉飛天小女警。 | |
| 26   | Something's a Ms. / Slumbering With the Enemy                      | 貝倫小姐失蹤了。 / 與敵人的睡衣會 | 飛天小女警舉辦了一場睡衣舞會，魔人啾啾卻不請自來。 | 結尾畫面為感謝貝倫小姐和飛天小女警。 / 結尾畫面為感謝普通小女孩。                                                                               |

### 第3季（第27-39集）
| 集數 | 英文標題                                           | 中文標題                  | 劇情摘要 | 備註 |
| ---- | -------------------------------------------------- | ------------------------- | --- | --- |
| 27   | Fallen Arches / The Mane Event                     | 銀髮族之戰 / 花花的頭髮   | 幾位上了年紀的歹徒再度出來作案，花花認為不該對老人家動手，最好的方式就是請出當年對付他們的英雄人物... / 泡泡和毛毛在替花花梳頭髮時扯掉了她的頭髮，這讓花花看起來非常古怪又滑稽。                           | "The Mane Event"結尾畫面為滑稽髮型花花和爆炸頭泡泡及毛毛。                                                                |
| 28   | Town and Out / Child Fearing                       | 搬家記 / 可憐的保母       | 尤教授接下了另一個城市的工作，於是他帶著飛天小女警搬到那裡。飛天小女警嘗試著像保護小鎮村一樣保護這個城市，她們卻無法被當地的市長接受。 / 尤教授需要一個保母來照顧飛天小女警，被派來的保母居然是魔人啾啾... | |
| 29   | Criss Cross Crisis                                 | 變身變變變                | 尤教授製造的機器不小心讓所有人都互換了身體。 | "Criss Cross Crisis"結尾時旁白變成了泡泡。                                                                                |
| 30   | Bubblevision / Bought and Scold                    | 泡泡近視了 / 公主市長     | 泡泡突然近視了，也因此造成許多困擾。 / 公主用糖果買下了小鎮村市長的位子。 | |
| 31   | Gettin' Twiggy With It / Cop Out                   | 小倉鼠的報復 / 掉入陷阱   | 遭到虐待的小倉鼠被沖入馬桶後異外突變，前來尋仇。 / 一名警察認為飛天小女警搶了他們的功勞，竟然打算除掉她們。                                                                                                | |
| 32   | Three Girls and a Monster / Monkey See, Doggie Two | 小女警與怪獸 / 狗狗危機   | 飛天小女警使出渾身解數都打敗不了一隻怪獸。 / 魔人啾啾再度試圖把全世界的人通通變成狗。 | 結尾畫面為感謝泡泡。 / "Monkey See, Doggie Two"中使用了大量S01E02a"Monkey See, Doggie Do"的畫面，可以明顯看出畫風的差異。 |
| 33   | Jewel of the Aisle / Super Zeroes                  | 烏龍盜寶記 / 超級爛英雄   | 歹徒偷走一顆鑽石，鑽石卻不小心被放進了玉米片的包裝盒裡，於是歹徒千方百計想要拿到鑽石。 / 飛天小女警崇拜漫畫裡的英雄，甚至把自己打扮得和他們一樣，這對她們打擊犯罪的行動造成了不小的阻礙。                  | |
| 34   | Candy is Dandy / Catstrophe                        | 糖果惹的禍 / 貓咪不見了   | 市長給飛天小女警糖果作為獎賞，她們迷上了糖果的滋味，於是想盡辦法製造打擊犯罪的機會。 / 市長制定小女警日時出現了尋找貓咪的怪獸，飛天小女警只好幫他找貓咪。                                                  | 結尾畫面為吃到十分撐的小女警。 / 結尾畫面背景為無數掉落的貓。                                                             |
| 35   | Hot Air Buffoon / Ploys R' Us                      | 市長發威/ 我愛玩具        | 比起只會打電話求救的市長，想要發憤圖強的市長對飛天小女警而言反而是更大的麻煩。 / 飛天小女警發現她們的房間堆滿了玩具，原本以為是尤教授買的，結果卻不是...                                                   | |
| 36   | The Headsuckers Moxy / Equal Fights                | 神秘大盜 / 為平等而戰     | 銀行和博物館遭到搶劫，嫌犯真相不明，每個案情中的關鍵人物不但頭痛劇烈而且頭上都有一圈一模一樣的齒痕。 / 一名女性罪犯宣稱自己是為了男女平等而作案，其後更進一步灌輸飛天小女警對男人們的敵對意識。            | "The Headsuckers Moxy"結尾時旁白想不起來要說什麼，而且發覺頭很痛。                                                        |
| 37   | Powerprof.                                         | 教授出擊                  | 尤教授不忍心見到飛天小女警在打擊犯罪時面臨許多危險，於是決定幫助她們，沒想到他的好意對飛天小女警而言卻是困擾。                                                                                             | |
| 38   | Moral Decay / Meet the Beat Alls                   | 都是牙齒惹的禍 / 無敵軍團 | 尤教授給了飛天小女警一塊錢，原本是為了讓她們明白錢的重要，卻間接導致毛毛對錢的貪婪。 / 魔人啾啾、毛茸怪獸、公主和「他」組成了一支無敵軍團，小女警們束手無策...                                             | "Moral Decay"結尾畫面為牙痛的毛毛。/"Meet the Beat Alls"尤教授給小女警出謀劃策時的台詞是對披頭四樂團的致敬彩蛋。          |
| 39   | Helter Shelter / Power Lunch                       | 善良的泡泡 / 超能力午餐   | 好心腸的泡泡常常把動物撿回家，這次她居然撿了... / 壞死幫派意外擁有了超能力。 | "Power Lunch"的結尾畫面為被小女警海扁的壞死幫派。                                                                         |

### 第4季（第40-51集）
| 集數 | 英文標題                               | 中文標題            | 劇情摘要 | 備註 |
| ---- | -------------------------------------- | ------------------- | --- | --- |
| 40   | Film Flam                              | 好萊塢之夢          | 一名歹徒冒充好萊塢導演，要請飛天小女警拍一部描述她們自己的英雄電影，高興過頭的飛天小女警完全沉浸在電影裡面，只有尤教授發現了歹徒的真正計畫。                      | 結尾畫面為扮成女人的尤教授。 |
| 41   | All Chalked Up                         | 神奇粉筆            | 泡泡得到了一盒神奇的粉筆，粉筆畫出來的怪獸化成了實體，而且無法被打敗...                                                                                     | |
| 42   | Get Back Jojo                          | 回到過去            | 尤教授在職業日時展示了他最新發明的時光隧道，魔人啾啾趁機進入時光隧道打算消滅小時候的尤教授，防止他日後創造出飛天小女警。                                    | 結尾畫面為感謝飛天小女警和魔人啾啾。                                                                                                   |
| 43   | Super Friends                          | 好朋友              | 飛天小女警很快和新鄰居蘿蘋成了好朋友，但她們常常不得不拋下蘿蘋趕去打擊犯罪，公主見狀便利用這一點進而挑撥她們的感情。                                        | 該集小女警太忙於和蘿蘋玩而忽略了熱線電話，市長只好用很早以前的方法呼叫小女警－小女警求救信號（類似蝙蝠俠的探照燈）。                   |
| 44   | Members Only                           | 超人大會            | 超人聯盟大會的時間又到了，飛天小女警非常崇拜這些英雄們，並希望能加入他們。她們來到會場，通過了三項考驗，最後卻還是被拒絕了....                              | 結尾畫面除了飛天小女警還有穿女裝的超人聯盟成員。                                                                                       |
| 45   | Him Diddle Riddle                      | 謎語大騙局          | 「他」出了許多謎語考驗飛天小女警，並揚言如果她們解不開謎語，「尤教授就要付出代價！！」                                                                      | 結尾畫面為一臉困惑的飛天小女警。 |
| 46   | Nano of the North                      | 雨中的怪物          | 小鎮村的上空飄來一朵黑雲，下起大雨，雨滴中藏有非常微小、會攝取碳成分的機器人，建築物和車輛都被侵蝕了...                                                     | 結尾畫面為縮小的小女警和縮小的劇終。                                                                                                   |
| 47   | Forced Kin                             | 壞蛋英雄            | 一架外星太空船攻擊小鎮村，飛天小女警在作戰時發現對方居然能讀取她們的想法，她們只好找上魔人啾啾要求他幫忙。                                                  | 德克斯特於本集以路人客串出現，結尾畫面為魔人啾啾。                                                                                     |
| 48   | Stray Bullet                           | 飛天小松鼠          | 泡泡為了救一隻松鼠而給了他化學物X，使得這隻松鼠擁有了超能力，進而成為飛天小女警的一員。                                                                     | 旁白用松鼠話作結尾，感謝子彈（松鼠）。                                                                                                 |
| 49   | Knock It Off                           | 壞人快住手          | 尤教授大學時代的朋友狄克來找他，狄克見到了飛天小女警並為她們的特殊能力感到驚奇，接著便打算把她們當作搖錢樹。                                                | 此集是系列影集中最後一次使用Hanna-Barbera CGI動畫工作室的漩渦星星標誌。                                                                |
| 50   | Keen on Keane / Not So Awesome Blossom | 情人節 / 失常的花花 | 飛天小女警試圖撮合基妮小姐和尤教授，一開始似乎絲毫沒有成功的希望... / 花花的計畫接二連三的失敗，之後甚至擴大到什麼事情都做不好，自信全失的她決定離家出走... | "Keen on Keane"結局畫面為感謝基妮老師的貓仔Valentino。 此集是系列影集中第一次使用Cartoon Network動畫工作室標誌，所以此季開始畫風改變。 |
| 51   | Power-Noia                             | 噩夢一場            | 「他」控制了飛天小女警的夢境，喚起她們心底最深的恐懼。 | 此集是原創作者Craig McCracken參與的最後一集，為忙新的卡通而離開團隊。                                                                  |

### 第5季（第52-68集）
| 集數 | 英文標題                               | 中文標題                      | 劇情摘要 | 備註 |
| ---- | -------------------------------------- | ----------------------------- | --- | --- |
| 52   | Monstra-City / Shut the Pup Up         | 怪物城 / 狗狗快閉嘴           | 大批怪物突然要搬進小鎮村。 / 飛天小女警暫時收留一隻目擊罪案的小狗，這隻狗口中說出來的話卻讓她們感到相當頭痛...                                   | |
| 53   | Toast of the Town / Divide and Conquer | 耍賴的市長 / 傾巢而出         | 任性的市長只是為了修理一台烤麵包機便製造出許多麻煩。 / 阿米巴幫發現他們可以自我分裂成許多個體。                                                  | "Divide and Conquer"結局畫面為數學符號。                                                                                         |
| 54   | Burglar Alarmed / Shotgun Wedding      | 小偷入侵 / 毛茸怪逼婚         | 一個不知好歹的小偷在夜裡入侵了飛天小女警的家。 / 尤教授正在從事對毛茸怪的研究，途中卻出了一些意外。                                              | |
| 55   | Save Mojo / Substitute Creature        | 拯救魔人 / 代課怪物           | 小鎮村保護動物的法律被用來保障魔人啾啾的侵略行動。 / 從不遲到的基妮老師沒有出現在課堂上，取而代之的是一位怪物。                                  | "Substitute Creature"其中一幕，花花以普通人類的形貌出現（不過這只是小女警的幻想）。                                              |
| 56   | The Boys Are Back in Town              | 男生的復仇                    | 粗暴小子在「他」的幫助之下變得更加強大，就連飛天小女警的親吻也無效了。                                                                           | 粗暴小子的再出場。 |
| 57   | See Me, Feel Me, Gnomey                | 為自由而戰                    | 所有的反派都在對小鎮村展開攻擊，飛天小女警完全無力招架。她們的祈禱引來了邪惡的土地神，他表示可以替她們解決事情，代價是——她們必須給他所有的力量。 | 本回無對話，所有的對話都以歌曲方式呈現。                                                                                         |
| 58   | Pee Pee G's / Boy Toys                 | 誰尿的床 / 男生的玩具         | 小女孩們每晚尿床，可是沒有人承認… / 多金公主加入粗暴小子被拒絕，因此要連同小女警們去對抗這一班男孩…                                              | |
| 59   | Seed No Evil / City of Clipsville      | 原始人來了 / 思想起           | 冰封的原始人被解凍，不斷搶去市長的向日葵種子。 / 小女警們在收拾房間，想起很多往事。                                                              | |
| 60   | Lying Around the House / Bubble Boy    | 善意的小謊言 / 泡泡去臥底     | 小女警和尤教授都不肯承認自己做的錯事，他們的謊言聚集成了一個怪物。 / 泡泡扮成布布混入粗暴小子當中。                                              | |
| 61   | Documentary / Girls Gone Mild          | 紀錄片 / 溫柔小女警           | 有個人打算拍一部飛天小女警的紀錄片，卻總是無法如願以償。 / 某位孩子的家長找上門來抗議飛天小女警不應使用超能力，以免引起孩子們仿效。              | |
| 62   | Curses / Bang for Your Buck            | 罵髒話 / 魔人的大拍賣         | 飛天小女警學會了一個新的字眼並一直用它，卻不知道那個字眼真正的意思。 / 魔人啾啾舉辦了一場清倉大拍賣。                                            | "Curses"結局畫面毛毛嘴裡有肥皂泡沫。                                                                                             |
| 63   | Silent Treatment / Sweet 'N Sour       | 無聲的抗議 / 絨絨大盜         | 飛天小女警為了救尤教授進入一部黑白默片之中。 / 一群可愛的小動物們就連做出犯罪行為也都受人歡迎。                                                  | |
| 64   | Prime Mates / Coupe D'Etat             | 最佳拍檔 / 車車危機           | 一隻曾被魔人啾啾拋棄的猴子回來了。 / 尤教授迷上了改裝自己的車子，導致意想不到的後果。                                                            | /"Coupe D'Etat"結局畫面為感謝尤教授。                                                                                            |
| 65   | Makes Zen to Me / Say Uncle            | 毛毛去學禪 / 叔叔來了         | 太過暴力的毛毛招受批評。 / 尤教授的弟弟尤金來訪，飛天小女警到車站去接他，陰錯陽差之下卻接錯了人。                                                | "Makes Zen to Me"結局畫面為毛毛在正中間飛行，主題曲以古箏演奏 /"Say Uncle"結局畫面除了感謝飛天小女警外，也感謝太妃糖和烏龜薛頓。 |
| 66   | Reeking Havoc / Live and Let Dynamo    | 臭屁怪 / 機器小女警大鬧小鎮村 | 去年慘敗的尤教授打算在今年的辣醬大賽捲土重來。 / 機器小女警瘋狂的破壞小鎮村，飛天小女警一邊試著阻止一邊猜想駕駛艙裡的人究竟是誰。                | |
| 67   | Mo' Linguish / Oops, I Did it Again    | 魔人語言 / 糟糕，我又搞砸了   | 魔人啾啾被法院判決有罪，役服勞役而在社區教書，結果沒想到… / 尤教授在心情低潮的時候做了一個夢，夢見自己創造了普通小女孩。                         | "Oops, I Did it Again"無超能力的普通女孩登場！                                                                                   |
| 68   | A Made Up Story                        | 美妝女王                      | 美妝女王幾乎把整個小鎮村都化上了洗不掉的濃妝。                                                                                                   | |

### 第6季（第69-78集）
| 集數 | 英文標題                                         | 中文標題                      | 劇情摘要 | 備註                                                                                         |
| ---- | ------------------------------------------------ | ----------------------------- | --- | -------------------------------------------------------------------------------------------- |
| 69   | Little Miss Interprets / Night Mayor             | 驚喜派對 / 晚安，市長         | 泡泡不小心聽到尤教授的自言自語，誤以為他要重新做三個飛天小女警... / 為夢境所困擾的市長向飛天小女警和尤教授求救。                                                               |                                                                                              |
| 70   | Custody Battle / City of Nutsville               | 監護權爭奪戰 / 松鼠進攻       | 魔人啾啾和「他」為了粗暴小子的監護權爭奪不休。 / 大批松鼠湧進小鎮村，唯一能和松鼠溝通的泡泡卻無法開口說話。                                                                    | "Custody Battle"是六季中唯一完全沒有飛天小女警出場的一回，就連結尾畫面也是粗暴小子。         |
| 71   | Aspirations                                      | 復仇記                        | 瑟杜莎利用壞死幫派進行她的復仇計畫。 | 結尾畫面為感謝飛天小女警和壞死幫派。                                                         |
| 72   | That's Not My Baby / Simian Says                 | 誰的寶寶 / 魔人說             | 飛天小女警救了一個嬰兒，卻找不到他的親人.... / 魔人啾啾成了旁白。 |                                                                                              |
| 73   | Sun Scream / The City of Frownsville             | 驚聲艷陽下 / 悲傷小鎮村       | 飛天小女警由於不肯擦防曬乳被嚴重曬傷了。 / 瘋狂科學家製造了讓悲傷擴散到小鎮村所有居民的機器。                                                                                  | "Sun Scream"結尾畫面為感謝尤教授。/"The City of Frownsville"結尾畫面為感謝飛天小女警和香蕉。 |
| 74   | West In Pieces                                   | 荒野女警                      | 時間是十九世紀，地點是開發中的美國大西部，截然不同的飛天小女警的故事。 |                                                                                              |
| 75   | Crazy Mixed Up Puffs / Mizzen in Action          | 連體嬰小女警 / 海盜尋寶記     | 魔人啾啾想出讓飛天小女警無法分開行動的計畫。 / 以尋找寶藏為目標的海盜們意外穿越了時空...                                                                                       | "Crazy Mixed Up Puffs"結尾畫面為糾結在一起的飛天小女警。/                                    |
| 76   | Roughing It Up / What's the Big Idea?            | 槓上毛茸怪 / 我把小女警變大了 | 毛茸怪一家和小女警一家同時出遊，準備放鬆，結果… / 魔人啾啾為使自己不會被小女警逮到，而想到了新戰術。                                                                           |                                                                                              |
| 77   | Nuthin' Special / Neighbor Hood                  | 特殊能力 / 大騙子             | 花花的特殊能力是噴冰，泡泡的特殊能力是動物語言，毛毛卻沒有特殊能力... / 泡泡相當喜愛的節目之中的角色們個個愁眉不展，他們請求大家寄一種能帶來快樂的紙給他們，但那種紙其實是.... | "Neighbor Hood"的結尾畫面為諷刺電視洗腦文化。                                                |
| 78   | I See a Funny Cartoon in Your Future / Octi-Gone | 騙錢靈媒 / 阿弟不見了         | 詭計多端的靈媒騙走了許多人的財物。 / 小女警即將在家裡舉行一場派對，泡泡卻在床下發現了她最寶貝的玩偶的一條腿。這一定是樁謀殺案，但究竟是誰這麼狠心？                            | 結尾畫面為飛天小女警家的烤架。 / 結尾畫面為感謝飛天小女警和被污染的香蕉奶油餡餅。            |

### 聖誕節特集
Twas the Fight Before Christmas（譯名：大戰聖誕夜）為聖誕節特集，於美國2003年10月7日播放，片長42分鐘。
故事描述多金公主為得想要的禮物－成為飛天小女警，潛入北極聖誕老人的家竄改乖小孩和壞小孩名單，導致所有應拿到禮物的乖小孩都收到了木炭，而多金公主則得到了能與飛天小女警匹敵的超能力。為了拯救全世界的聖誕節，飛天小女警想和聖誕老人再次確認名單，並與多金公主展開激烈的大戰。

### 十週年紀念特別篇
The Powerpuff Girls Rule!!!（譯名：世界之鑰）是為紀念飛天小女警卡通影集自1998年11月18日於美國播出以來的十週年紀念特別篇，片長22分鐘。此篇發行於2009年1月19日，以特典的型式收錄於美版飛天小女警十週年紀念收藏DVD系列中，並做為飛天小女警卡通系列的最終回。
故事描述飛天小女警試圖避免保存於小鎮村的「世界之鑰」落入壞人手中，因為世界之鑰將賦予擁有者統治世界的權力。過去影集中所出現的經典壞蛋都參與鑰匙爭奪戰，連小女警們也禁不起權力的誘惑而渴望得到鑰匙，但鑰匙最終卻落入魔人啾啾手中。被魔人啾啾統制的小鎮村和世界究竟會變得如何呢?...

### CGI特别版（2014）
The Powerpuff Girls： Dance Pantsed （譯名：尬舞大挑戰）為2014年1月20日播出之CGI製作特別版，作畫風格與原卡通不同。時間晚於2009年作為飛天小女警系列最終回的十週年紀念特別篇，且Craig McCracken並無參與製作，所以此特別版故事與設定和原卡通系列無關。
故事描述魔人啾啾欲綁架歌劇天后、數學家-費波納西和臭獾，但計畫卻被飛天小女警阻止了。為了報復飛天小女警魔人啾啾想到了新計畫，打算用邪惡跳舞機控制小女警們，魔人啾啾到底打算幹甚麼壞事呢? 尤教授又要如何拯救她的寶貝女兒們?

### 2002年同名電影版
請參照條目《飛天小女警電影公開版》。

### 日本獨有版
以下劇集是東京電視台製作並播出的綜合節目(集數和播放日來自東京電視台的數據)。
| 集數 | 日文標題                    | 中文標題                  | 播放日        |
| ---- | --------------------------- | ------------------------- | ------------- |
| 27   | おさらい ガールズの基礎知識 | 回顧 飛天小女警的基礎知識 | 2001年7月8日  |
| 29   | おさらい モジョ反省する!?   | 回顧 魔人的自省!?         | 2001年7月22日 |
| 33   | おさらい わるもの大集合     | 回顧 壞蛋的大集結         | 2001年8月19日 |
| 37   | おさらい ステキな博士       | 回顧 完美的教授           | 2001年9月16日 |

原文詳見此處 （页面存档备份，存于）

## 海外播映
该影集在台灣卡通頻道、香港有线电视兒童台、亞洲電視國際台播出。中國則於中国中央电视台综合频道（CCTV-1）于2003年5月10日重新配音及剪接後播出，CCTV-7（旧版）和CCTV-少儿为重播节目。

## 電視台
| 香港 國際台 星期五 17:05 - 17:35                                                     | 香港 國際台 星期五 17:05 - 17:35                                  | 香港 國際台 星期五 17:05 - 17:35 |
| ------------------------------------------------------------------------------------ | ----------------------------------------------------------------- | -------------------------------- |
|                                                                                      | 飛天小女警 The Powerpuff Girls 重播 (2002年8月16日－2003年2月7日) |                                  |
| 立體變色蟲                                                                           | 古惑狗天師                                                        |                                  |
| 星期一、三、五 16:35 - 17:05 8月4日起 星期一及三 16:45 - 17:10, 星期五 16:35 - 17:05 |                                                                   |                                  |
| 反斗孖寶                                                                             | 飛天小女警 (2003年6月30日－8月25日)                               | 童話警察                         |
| 星期六 17:05–17:30 5月16日起 星期六 17:05–17:30, 星期日 17:10 - 17:35                |                                                                   |                                  |
| 反斗孖寶                                                                             | 飛天小女警 重播 （2004年4月10日－7月24日）                        | 認識交通工具                     |

| 香港 國際台 星期二、四 16:45–17:05節目 | 香港 國際台 星期二、四 16:45–17:05節目          | 香港 國際台 星期二、四 16:45–17:05節目 |
| -------------------------------------- | ----------------------------------------------- | -------------------------------------- |
|                                        | 飛天小女警 重播 （2004年9月16日－12月16日）     |                                        |
| 童話警察                               | 神劍傳奇                                        |                                        |
| 星期五 16:40–17:05節目                 |                                                 |                                        |
| 縮水佐治仔                             | 飛天小女警 （2005年10月7日－12月30日）          | 童年時                                 |
| 星期六、日 17:05－17:35                |                                                 |                                        |
| 講講小Ｊ                               | 飛天小女警 重播 （2006年1月22日－4月15日）      | 龍隱俠                                 |
| 星期三 16:40－17:05                    |                                                 |                                        |
| 搞鬼小飛俠                             | 飛天小女警 重播 （2006年8月2日－2007年1月24日） | 魔法少女                               |

| 香港 國際台 星期日 17:10－17:35 | 香港 國際台 星期日 17:10－17:35                  | 香港 國際台 星期日 17:10－17:35 |
| ------------------------------- | ------------------------------------------------ | ------------------------------- |
|                                 | 飛天小女警 重播 （2007年4月29日－7月22日）       |                                 |
| 一千零一夜                      | 龍隱俠                                           |                                 |
| 星期一 16:40－17:05             |                                                  |                                 |
| 我有兩個小神仙                  | 飛天小女警 重播 （2008年1月14日－4月7日）        | 傻豬泰山                        |
| 星期二、四 16:40－17:05         |                                                  |                                 |
| 神奇4俠                         | 飛天小女警 重播 （2008年11月20日－2009年1月1日） | 寶哥仔                          |

## 從未出場的角色與從未播放的片段

### 從未出場的角色
The Powerpunk Girls，分別名為Berserk、Brat與Brute，平行世界之中飛天小女警的邪惡版本，原本要在第四季第十一集"Deja View"中登場，但由於製作群當時正忙於電影版的工作，該集便永遠不見天日。

（註：The Powerpunk Girls目前僅在漫畫版 The Powerpuff Girls #50 出現）

### 從未播放的片段
S05E10b"City of Clipsville"之中，飛天小女警回憶了好幾個從未在之前或之後的集數出現的片段：
1. 尤教授不小心將整個小鎮村的人都變成了嬰兒。
2. 飛天小女警失去超能力。
3. 飛天小女警將時間加速成為少女，放著小鎮村不管和同樣變成少年的粗暴小子談情。
4. 尤教授和貝倫小姐結婚，掀開頭紗時卻發現是魔人啾啾假扮的。

## 註解
1. ↑  第一至第四季[2]
2. ↑  第五至第六季

### 來源
1. ↑  David Perlmutter. . Rowman & Littlefield. 2018: 476. ISBN 9781538103746 –Google Books.
2. ↑  . The Big Cartoon DataBase. （原始内容存档于May 1, 2015）.
3. 1 2  . web.archive.org. 2000-12-02  [2025-01-12].
4. ↑  . archive.ph. 2014-04-12  [2025-01-12].
5. ↑  . 2009.
6. ↑  . tv-tokyo.co.jp.   [February 3, 2013]. （原始内容存档于December 4, 2012） （日语）.
7. ↑  S04E05"Members Only"中，強調男女性別刻版印象的不合理及不公平，包括拯救世人的英雄是男人的責任，而小女警將讓世人改觀。
8. ↑  S03E10b"Equal Fights"中，強調女性可以擔任任何職業（包括罪犯），並應享有同等的權利和懲罰。
9. ↑  有趣的是，小鎮村的犯罪率從未因為飛天小女警的存在而減低，當飛天小女警一旦停止打擊犯罪更是立刻急速上升到爆表。
10. ↑  西方童謠中有說小女孩就是用這些東西造成的。
11. ↑  雖然超音波常被當作泡泡的獨門絕技，不過三位飛天小女警都擁有這項能力。
12. ↑  在S06E09a"Nuthin' Special"中，飛天小女警一口氣展示了許多絕技，例如製造出龍捲風、從雙手發射破壞力強大的光束、縮小、化成水、隱形、從身上發出火焰、分身術...等，某些絕技從未在劇中出現。
13. ↑  在台版VCD中曾被譯為「尤塔黏教授」。
14. ↑  十週年紀念特別篇中有露臉，尙不清楚這是否是製作群的疏漏，儘管只是一瞬間，但這也打破了貝倫小姐的"神秘感"。
15. ↑  Cartoon Network官方中譯標題為「法網恢恢」，與第21集標題重覆且與故事無關，應為誤植。
16. ↑  Cartoon Network官方中譯標題為「警長發威」，但故事中完全沒有出現警長，故應為誤譯。
17. ↑  本集出場和第12集初出場“The Rowdyruff Boys”，三位粗暴小子的造型略有不同。
18. ↑  三位普通女孩的英文隊名為"The Run Of The Mill Girls"，各角色的名字為Bertha和Bernice及Betty。
19. ↑  劇中是泡泡會使用冰凍呼吸的能力
20. ↑  . ent.sina.com.cn. 2003-03-21  [2018-01-21]. （原始内容存档于2019-11-08）. （页面存档备份，存于）